# A Beautiful World
A Beautiful World è un album di Robin Thicke pubblicato nel 2003. L'album è una ristampa dell'album di debutto Cherry Blue Skies del 2000, registrato sotto lo pseudonimo di Thicke. Rispetto all'album precedente sono stati aggiunti due brani A Beautiful World e She's Gangsta. La donna raffigurata sulla copertina è Paula Patton, moglie di Robin Thicke.

## TracceCherry Blue Skies
1. "Oh Shooter" – 4:36
2. "Suga Mama" – 4:33
3. "Flowers in Bloom" – 3:46
4. "When I Get You Alone" – 3:37
5. "Stupid Things" – 3:46
6. "I'm 'A Be Alright" – 3:15
7. "Brand New Jones" – 4:31
8. "Vengas Con Migo" – 4:02
9. "Flex" – 3:30
10. "Make a Baby" – 2:37
11. "Lazy Bones" – 3:47
12. "Cherry Blue Skies" – 4:22

## TracceA Beautiful World
1. "Oh Shooter" – 4:36
2. "A Beautiful World" – 4:43
3. "Suga Mama" – 4:33
4. "Flowers in Bloom" – 3:46
5. "When I Get You Alone" – 3:37
6. "Stupid Things" – 3:46
7. "I'm 'A Be Alright" – 3:15
8. "Brand New Jones" – 4:31
9. "Vengas Con Migo" – 4:02
10. "Flex" – 3:30
11. "Make a Baby" – 2:37
12. "She's Gangsta" – 3:51
13. "Lazy Bones" – 3:47
14. "Cherry Blue Skies" – 4:22

## Singoli estratti
1. "When I Get You Alone"
2. "Brand New Jones"